# Station Romford
Romford is een spoorwegstation van National Rail in Havering in Engeland. Het station is eigendom van Network Rail en wordt beheerd door Transport for London.

## Geschiedenis

### Eastern Counties Railway
De Eastern Counties Railway (ECR) overwoog in de jaren 30 van de 19e eeuw twee routes voor haar lijn tussen Londen en Norwich die allebei Romford zouden aandoen. De noordelijke variant volgde ongeveer de latere A12 langs Cranbrook Road in Ilford via Gidea Hall en een station bij Romford common om bij Brentwood op de gerealiseerde, zuidelijke variant, uit te komen. De keuze viel op de zuidelijke variant en op 20 juni 1839 opende ECR een kopstation, en daarmee voorlopig oostelijk eindpunt, ten westen van Waterloo Road. De ECR verbond toen Mile End met Romford totdat de lijn in 1840 aan beide zijden werd doorgetrokken naar respectievelijk Shoreditch en Brentwood. In 1844 werd het station 400 meter naar het oosten verplaatst toen de spoorwijdte van de ECR werd gewijzigd van 1524 mm naar de standaard van 1435 mm. In 1860 werd het station verbouwd met perrons aan weerszijden van de lijn die via een overdekte loopbrug bereikbaar waren vanuit het stationsgebouw. Kort daarna werd de goederenloods via een tunnel onder de lijn verbonden met brouwerij Ind Coope. Hiernaast was er ook goederenverkeer naar de Romford Gas Works en de veestallen aan St Andrews Road, die daar stonden voor de veemarkt die elke woensdag in Romford werd gehouden.

### Great Eastern Railway
Tegen de jaren 60 van de 19e eeuw waren de spoorwegen in East Anglia in financiële problemen en de meeste werden verhuurd aan de ECR. Ze wilden formeel fuseren, maar pas in 1862 gaf de regering toestemming voor de vorming van de Great Eastern Railway. De bouw van de havendokken bij Tilbury in de jaren 50 van de 19e eeuw bood nieuwe mogelijkheden voor het treinverkeer en er werden drie voorstellen gedaan voor een spoorlijn tussen Romford en Tilbury. De nieuwe lijn werd gegund aan de London, Tilbury and Southend Railway (LT&S) die op 7 juni 1893 een station opende in Romford. De LT&S wilde gebruikmaken van het bestaande station maar de Great Eastern Railway (GER, de opvolger van de ECR) sloeg het voorstel af omdat ze vreesde voor vertragingen van hun sneldiensten. Het gevolg was dat LT&S een kopspoor bouwde met een eigen ingang ten oosten van South Street. Er werd een loopbrug gebouwd om de twee stations met elkaar te verbinden, maar was overdag vaak gesloten. De lijn van LT&S sloot bij Upminster aan op haar lijn naar Tilbury.

### LNER
In 1921 werd een nieuwe spoorwegwet aangenomen waarmee de verschillende spoorwegmaatschappijen in vier houdstermaatschappijen werden ondergebracht met ingang van 1923. Zodoende gingen de Great Eastern en de LT&S, inclusief de stations, op in de London and North Eastern Railway (LNER). In verband met het toegenomen verkeer verdubbelde de LNER begin jaren 30 van de 20e eeuw het aantal doorgaande sporen tot vier en het noordelijke perron werd hierdoor een eilandperron tussen de bestaande en de nieuwe sporen. Hierdoor ontstond een station met twee zijperrons en een eiland perron, in 1934 werd de eigen toegang van de lijn naar Upminster gesloten en was dat kopspoor voortaan onderdeel van het station.

### British Railways
In 1948 werden de Britse spoorwegen genationaliseerd in British Railways die in 1949 begon met elektrische voorstadsdiensten tussen Liverpool Street en Shenfield, waardoor Romford 15 treinen per uur naar Londen tijdens de spitsuren en 6 treinen per uur buiten de spits kreeg, een patroon dat meer dan een halve eeuw aanhield. Aan het eind van de 20e eeuw werden de spoorwegen geprivatiseerd waardoor de voorstadsdiensten in handen kwamen van Metrolink en overige treindiensten in handen van verschillende vervoerders.

### 21e eeuw
De voorstadsdiensten kwamen rond 2007 weer terug bij de overheid toen Transport for London (TfL) een aantal concessie onderbracht in een net met de naam Overground. In mei 2015 werd ook de lijn naar Upminster onderdeel van de Overground toen de concessie van Abellio Greater Anglia afliep. Ook de concessie voor de diensten tussen Liverpool Street en Shenfield ging toen terug naar de overheid. Onder de naam TfL Rail onderhield Tfl deze diensten tot 24 mei 2022 toen ze werden voortgezet onder de naam Elizabeth line. Reizigers naar het westen moesten echter wel tot 6 november 2022 overstappen tussen de bovengrondse perrons van het oostelijke deel van de lijn en de ondergrondse perrons van de rest van de Elizabeth line.

## Ongevallen en incidenten
Op 29 december 1944 kwam één persoon om het leven en raakten er drie gewond toen in het donker en dichte mist de trein van Chelmsford naar Londen twee achtereenvolgende rode seinen negeerde toen hij Romford naderde. De reizigerstrein botste met 24 km/u achterop een stilstaande goederentrein waarvan een personeelslid op slag dood was. De machinist van de reizigerstrein werd verantwoordelijk gehouden voor de botsing in een rapport van het ministerie van Oorlogstransport.
Op 4 februari 2010 raakten twee mensen die op de perrons van Romford stonden gewond toen ballaststenen van een goederentrein vielen toen deze door het station reed. Uit onderzoek bleek dat de deuren van de treinwagon niet goed waren gesloten toen deze vertrok van het goederenemplacement in Acton, voor de rit naar Ipswich.

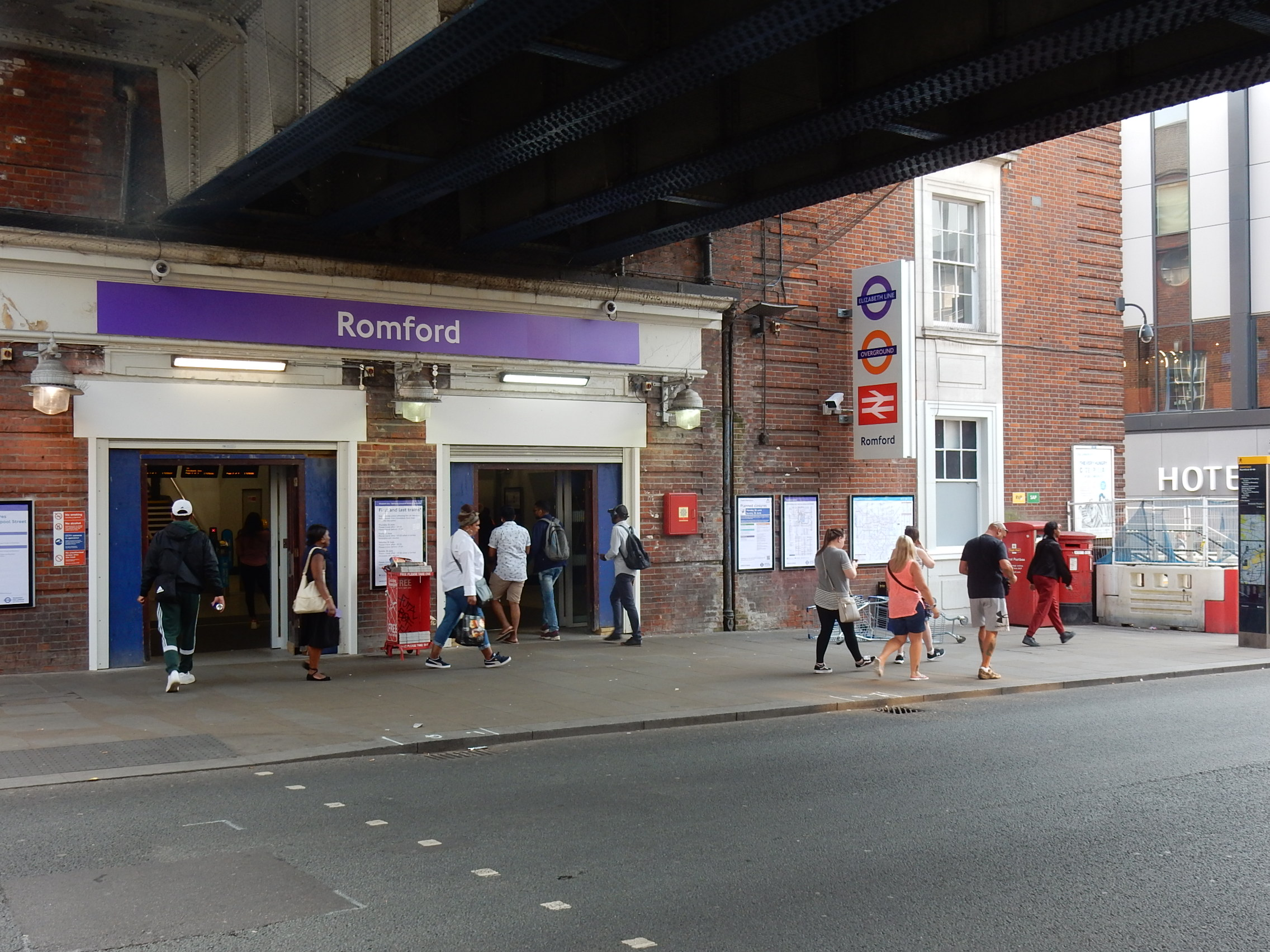
De ingang onder het viaduct.
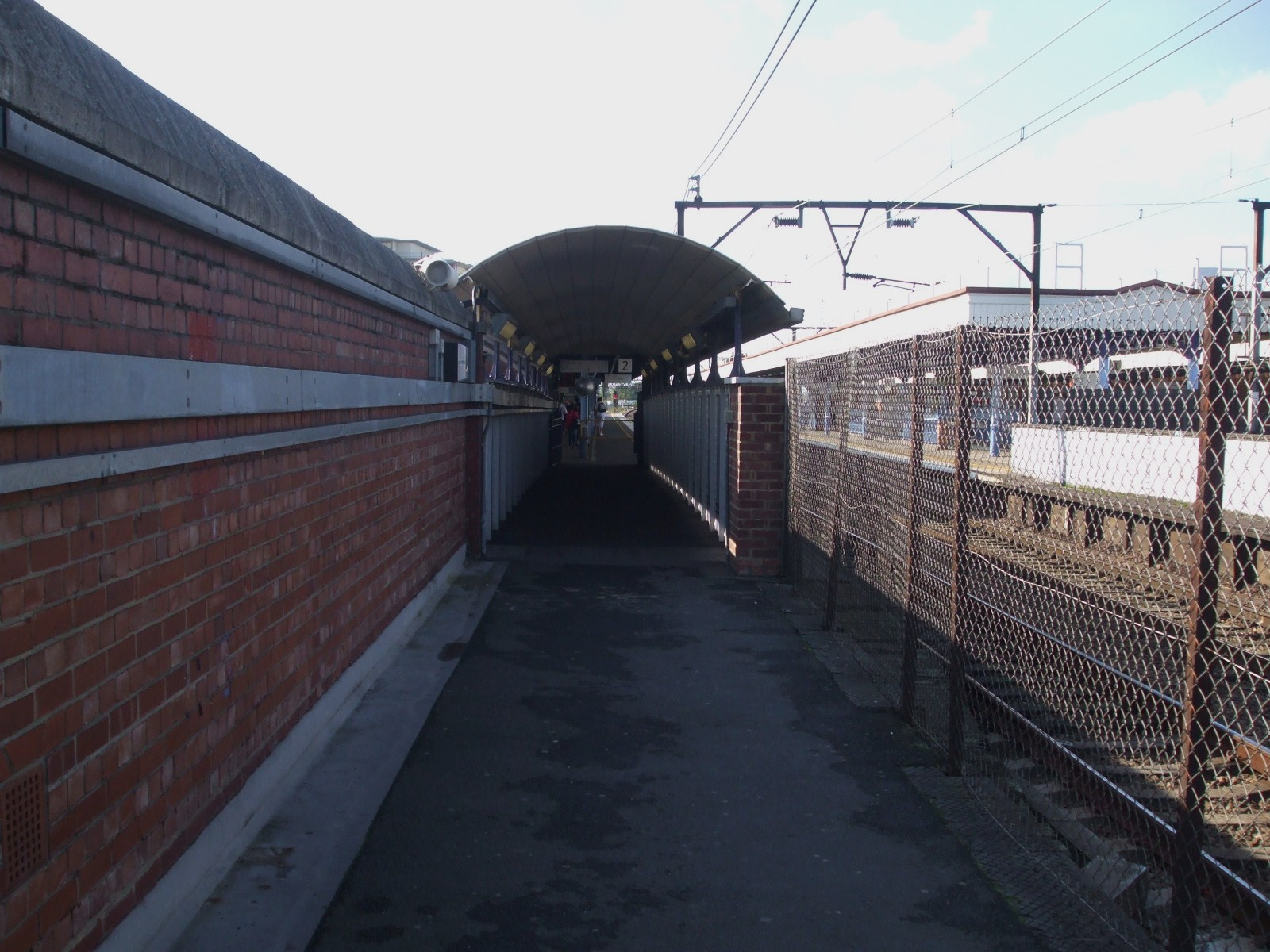
De verbinding tussen overground en de rest van het station.
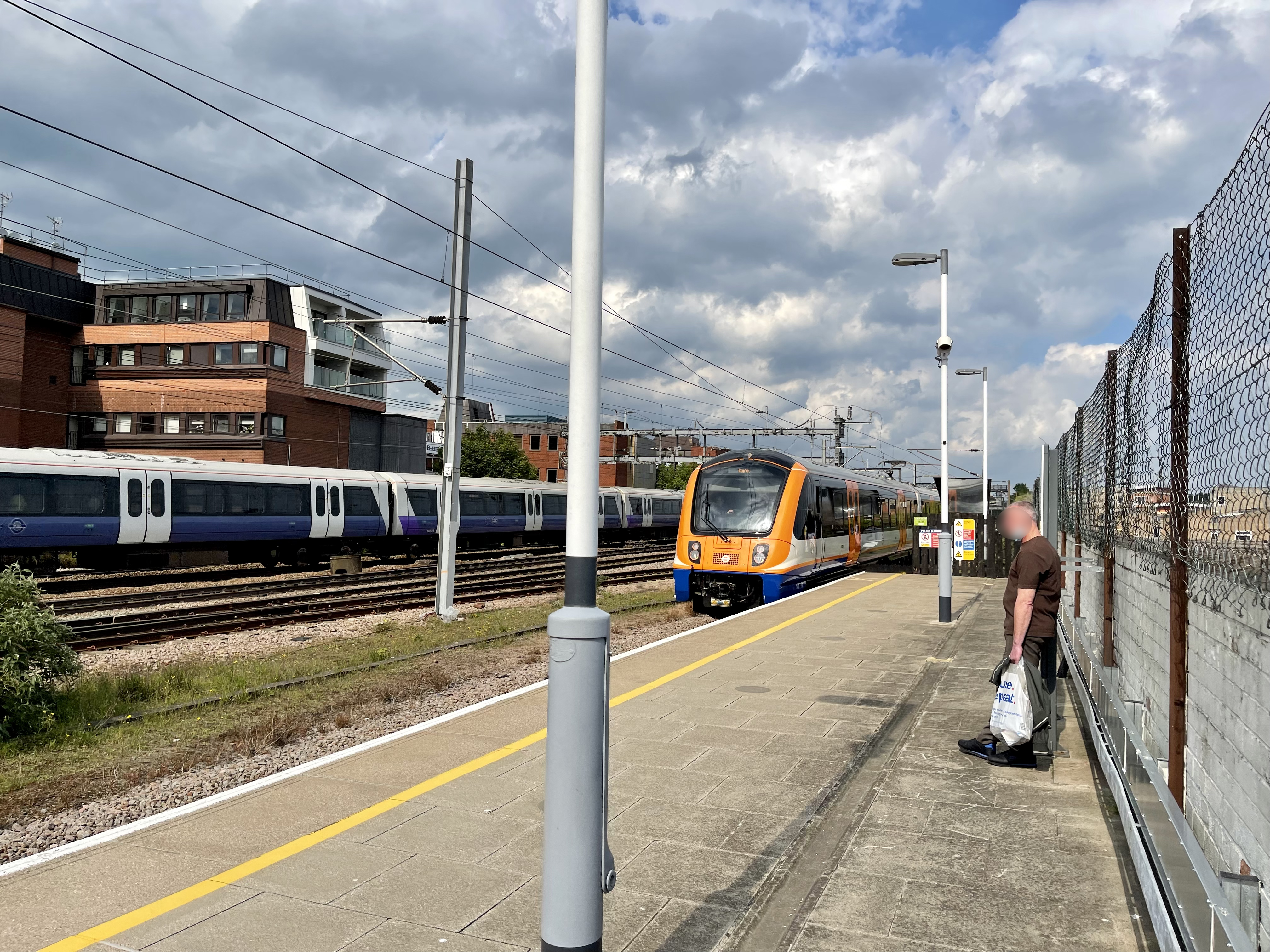
De overground rijdt binnen, aan de andere kant van de langeafstandssporen een class 345 van TfL Rail op weg naar Shenfield.

## Ligging en inrichting
Romford ligt op 19,9 km ten oosten van Liverpool Street in Romford in Engeland. Het is ook het noordelijke eindpunt van een aftakking naar Upminster. Deze heeft een eigen kopspoor ten oosten van South Street terwijl de rest van het station op de spoordijk ten westen van South Street ligt. Dit kopspoor heeft een eigen perron dat met een loopbrug over South Street verbonden is met het zuidelijke zijperron van de rest van het station. Het zuidelijke perron ligt langs het spoor voor de diensten van Abellio Greater Anglia richting London, voor de andere richting wordt gestopt aan de zuidkant van het eilandperron. De Elizabeth line gebruikt de twee sporen ten noorden van het eilandperron, aan de noordkant van het eilandperron naar Londen en langs het noordelijke perron richting Shenfield. In 2017 stroomde nieuwe treinstellen class 345 in bij TfL Rail die beoogd waren voor de Elizabeth line. Hierom werden de perrons langs de sporen 2 t/m 5 verlengd van 179 a 182 meter tot ruim 200 meter om plaats de bieden aan de nieuwe treinstellen. Ook werden liften geplaatst en werd de bebording aangepast.

## Reizigersdiensten
Het station kent twee vervoerders die reizigersdiensten aanbieden, namelijk Transport for London (TfL), tevens beheerder van het station, en Abellio Greater Anglia. De laatste biedt in de daluren diensten naar Liverpool Street, Southend Victoria en Colchester. TfL verzorgt onder de naam Overground diensten van en naar Upminster en onder de naam Elizabeth line naar Shenfield in het oosten en Reading en Heathrow in het westen, al moeten de reizigers daarvoor wel overstappen in Paddington
De normale dienst in de daluren van maandag tot zaterdag omvat:
- 10 treinen per uur naar London Liverpool Street, waarvan:
  - 8 stoptreinen op de Elizabeth line.
  - 2 sneldiensten van Greater Anglia die stoppen in Stratford en Liverpool Street.
- 8 stoptreinen per uur Shenfield op de Elizabeth line.
- 2 treinen per uur naar Upminster als London Overground.
- 1 trein per uur naar Southend Victoria via Shenfield, daarna alle stations (Greater Anglia);
- 1 trein per uur naar Colchester Town via Shenfield, Chelmsford, Witham, daarna alle stations (Greater Anglia).